# Lucio Antonio Saturnino
Lucio Antonio Saturnino (... – Vindonissa, 89) è stato un politico e generale romano, governatore legato della provincia della Germania Superior. Promosse una ribellione contro l'imperatore Domiziano, certamente non una semplice sollevazione, ma un tentativo vero e proprio di usurpazione col sostegno di alcuni membri del Senato.
Sembra che il risentimento nei confronti di Domiziano fosse dovuto al fatto che l'imperatore stesso non nutrisse stima nei suoi confronti, arrivando a chiamarlo "scortum", meretrice, davanti a tutti.

## Biografia
Console suffetto nell'82, fu di seguito nominato legato della Germania superiore. Discendente, forse, del triumviro Marco Antonio, i suoi costumi erano poco onorevoli ed era disprezzato dallo stesso Domiziano.

### La ribellione
Nell'autunno dell'88 maturò la ribellione contro Domiziano, nel bel mezzo delle campagne daciche (che vedevano l'imperatore impegnato fin dall'85), col supporto delle due legioni della provincia, la XIV Gemina e la XXI Rapax, stanziate a Mogontiacum (l'attuale Magonza), facendosi nominare imperatore in questa città, precisamente il 1º gennaio dell'89. Senza indugiare, ricevuta la notizia, Domiziano lasciò la capitale il 12 gennaio per raggiungere il confine dell'impero.
La ribellione venne soffocata tuttavia già il 25 gennaio dell'89 rapidamente per l'intervento del governatore della vicina Germania inferiore, Aulo Bucio Lappio Massimo (inizialmente in accordi con Saturnino, ma poi passato dalla parte avversa) e del comandante della I Adiutrix (unica legione spagnola), il futuro imperatore Traiano risalito dalla Tarraconense; lo stratagemma utilizzato fu quello di concedere il "perdono imperiale" alle legioni, di modo che abbandonassero Saturnino. Si suppone che la rivolta potesse aver coinvolto gran parte delle legioni delle province occidentali, per un totale di dodici. Appio Massimo fece distruggere gli archivi dell'usurpatore perché non divenissero oggetto di ricatto verso sé stesso. Saturnino, sconfitto forse presso Vindonissa, fu ucciso e la sua testa trasformata in trofeo. Sembra che Saturnino avesse stretto accordi con le popolazioni germaniche e galliche di oltre Reno, sennonché esse furono impossibilitate a presentarsi sul campo di battaglia a causa della piena del fiume oppure di un suo prematuro disgelo.
La Legio XXI per ritorsione fu mandata in Pannonia. Secondo Svetonio la rivolta di Saturnino fu resa possibile dalla disponibilità di risorse economiche, consentita dal fatto che fino ad allora, prima che Domiziano abolisse questa consuetudine (per punire la defezione di Appio Massimo), era lecito che ogni soldato potesse depositare più di mille sesterzi presso le insegne (nelle casse della legione) come parte della propria paga e del patrimonio personale (queste ricchezze erano poi restituite alla fine del servizio). Sempre dopo questa rivolta l'imperatore vietò che due legioni potessero accamparsi nello stesso forte.